# Hyperacusis
Hyperacusis is een overgevoeligheid voor externe geluiden waar nog weinig over bekend is. Het is geen ziekte maar een symptoom, evenals tinnitus, waarbij juist interne geluiden klachten geven. Hyperacusis kan voorkomen in combinatie met tinnitus en tonisch tensor tympani syndroom. Er zijn vier vormen van hyperacusis: pijn, luidheid, ergernis en angst. Wanneer men over hyperacusis spreekt, heeft men het voornamelijk over de eerste twee vormen. Ergernishyperacusis en angsthyperacusis worden respectievelijk als misofonie (haatgevoelens tegenover geluid) en fonofobie (angst voor geluid) beschouwd, en dus niet als hyperacusis. Hyperacusis verschilt in de literatuur dan ook van misofonie  en fonofobie.
Er zijn geen eenduidige cijfers over de prevalentie van hyperacusis, omdat bij schattingen geen onderscheid gemaakt wordt tussen bovengenoemde verschillende subtypes.

## Omschrijving
Mensen met hyperacusis ervaren veel geluiden als te sterk, onaangenaam of zelfs pijnlijk omdat hun tolerantie voor geluid is afgenomen. Hun gehoor werkt in de meeste gevallen normaal, maar blijkbaar worden geluidsimpulsen te sterk verwerkt door de hersenen, waardoor alle of sommige geluiden vaak als (te) luid worden waargenomen en geëvalueerd. Ook kan hyperacusis een gevolg zijn van gehoorschade in het binnenoor, of schade aan de musculus tensor tympani in het middenoor na een akoestische schok. Voor deze mensen zijn heel gewone geluiden vaak niet te verdragen. Te denken valt aan het doortrekken van een toilet, het gerammel van de afwas, spelende kinderen, een muziekje en dergelijke meer. In andere gevallen gaat hyperacusis tezamen met tinnitus.
Hyperacusis kan zowel plots als geleidelijk ontstaan. Meestal doet het zich aan twee oren voor, maar het kan zich ook tot een oor beperken of beginnen aan één oor. Bij sommige mensen doet dit soort geluiden zelfs pijn aan of in de oren. Deze pijn lijkt te worden veroorzaakt door spieren rondom het oor en spieren in en rondom het kaakgebied die (onder invloed van stress en spanning) chronisch (te) sterk aangespannen zijn. Soms gaat dit gepaard met TMS-klachten (temporo-mandibulair syndroom), maar deze klachten verdwijnen meestal geheel of gedeeltelijk wanneer de klachten in de kaken afnemen. TMS is weliswaar niet de enige mogelijke oorzaak van pijnhyperacusis.
Er is sinds het laatste decennium een relatieve stroomversnelling gekomen in het onderzoek naar hyperacusis, en dan met name de pijnvariant waarover voorheen weinig geschreven was in de literatuur. Dit is onder meer te danken aan de oprichting van de non-profit Hyperacusis Research in de Verenigde staten. Deze organisatie zamelt geld in om onderzoek naar hyperacusis te promoten, in samenwerking met de Hearing Health Foundation. De eerste studie die door hen werd gefinancierd toonde bijvoorbeeld voor het eerst aan dat er verschillende vormen van hyperacusis zijn (zie subtypes hieronder). In 2024 zullen ze hun tiende beurs voor hyperacusisonderzoek uitdelen.

### Subtypes en symptomen
Hyperacusis wordt door onderzoek in 2014 onderverdeeld in vier subcategorieën:
- Luidheidhyperacusis: normale geluiden worden als veel luider ervaren.
- Ergernishyperacusis: een slechte emotionele reactie op geluid.
- Angsthyperacusis: angst voor geluid, al dan niet voor bepaalde types lawaai. Patiënten kunnen hierdoor omgevingen met lawaai bewust vermijden.
- Pijnhyperacusis: pijn (bijvoorbeeld stekende pijn in het oor) als gevolg van blootstelling aan een lager volume dan mensen met gezonde oren. Andere gebruikte termen voor deze aandoening zijn noxacusis of auditieve nocicepties.

Veel onderzoekers definiëren hyperacusis voornamelijk als pijnhyperacusis en luidheidhyperacusis. Ergernishyperacusis en angsthyperacusis worden door hen als aparte aandoeningen beschouwd, respectievelijk misofonie en fonofobie.
Een vergelijkende studie tussen personen met luidheid- en pijnhyperacusis besluit dat patiënten met pijn een zwaarder ziektebeeld, vaker een tijdelijke verergering (terugval) van hun symptomen, met verloop van tijd minder herstel en minder nut aan geluidstherapie ervaren.
Een studie bij 18 hyperacusispatiënten vond aanwijzigen dat er een subtype somatische hyperacusis bestaat, waarbij de hyperascusisklachten kunnen toe- of afnemen tijdens het uitvoeren van somatische manoeuvres. Meer onderzoek op een grotere schaal is echter nodig om de klinische relevantie hiervan uit te zoeken. Naast gewone hyperacusis, bestaat er ook het minder voorkomende vestibulaire hyperacusis. Hierbij ervaart iemand duizelingen, misselijkheid of een verlies van balans bij bepaalde geluiden.

### Terugval
Uit een online bevraging in 2019 bij hyperacusispatiënten met pijn blijkt dat patiënten door luide geluiden een terugval kunnen ervaren die hun symptomen verergeren. Een herstel van zulke terugval kan weken tot maanden duren. 14% van de ondervraagde patiënten gaven aan dat een terugval tot permanent verergerde symptomen leidt. Patiënten met pijnhyperacusis proberen deze terugvallen te vermijden, meestal door oordoppen te dragen of luide geluiden te vermijden. Slechts 29% van pijnhyperacusispatiënten in de Verenigde Staten geven aan dat hun behandelend audioloog een terugval ter sprake brengt.

### Tolerantie
Loudness Discomfort Level (LDL) is een term die gebruikt wordt om het tolerantieniveau van mensen met hyperacusis te bepalen. Bij hyperacusispatiënten is dit niveau lager. Tests om het tolerantieniveau te bepalen kunnen verschillende uitkomsten geven afhankelijk van hoe de testen worden uitgevoerd, en kan sommige patiënten verergeren.

### Sociale gevolgen
Hyperacusis is geen levensbedreigende aandoening maar afhankelijk van de ernst kan het wel heel angstwekkend zijn. Op het sociale vlak kan het iemands mogelijkheden sterk inperken en zijn of haar leven (tijdelijk) drastisch veranderen. Sommige situaties worden bijvoorbeeld uit de weg gegaan om (ergere) klachten te voorkomen. Familie en vrienden met gezonde oren begrijpen (of geloven) vaak hyperacusis niet, en denken dat het een psychologische aandoening is. Sommige patiënten verliezen als gevolg van hun hyperacusis hun baan.
Medische zorgen verkrijgen kan een uitdaging voor een hyperacusispatiënt zijn. Patiënten hebben aangegeven dat een MRI-scan hun tolerantie permanent verergerd heeft. Ook een bezoek aan een tandarts is geen simpele opdracht, omdat er geen manier bestaat om zich te beschermen tegen het lawaai van de drilboor.

## Oorzaken
Over de oorzaken van hyperacusis is nog weinig bekend. Het zou kunnen worden veroorzaakt door:
- Blootstelling, vroeger en nu, aan te harde geluiden (zie gehoorschade en akoestische schock)
- Hoofdletsel, waaronder whiplash of ander niet-aangeboren hersenletsel
- Gebruik van bepaalde medicijnen, waaronder benzodiazepinen[21]
- Ontwenningsverschijnsel tijdens het afbouwen van benzodiazepinegebruik[22]
- Onvoorzichtig uitspuiten van het oor
- Een tumor in het hoofd
- Ziekte van Lyme (tekenbeet).
- Verwijdering van een oorprop nadat de hersenen, gedurende (zeer) lange tijd, extern geluid hebben geïnterpreteerd als zachter dan het in werkelijkheid was. Wanneer de oorprop verwijderd wordt, kan extern geluid gedurende langere tijd als (te) 'luid' geïnterpreteerd worden.
- Langdurige doofheid

In 2023 is ontdekt dat de mutatie van een gen (Cx26) "hyperacusisachtige ovegevoeligheid" kan veroorzaken. Mensen met deze mutatie lijken een groter risico op gehoorschade te hebben.
Een theorie is dat hyperacusis optreedt door overbelasting van de musculus tensor tympani in het middenoor na Gehoorschade en/of een akoestische schok. Na de schok of opgetreden schade spant de tensory tympani overmatig aan en treedt inflammatie op, die de Nervus trigeminus, het trigeminocervicale complex (TCC) en de cortex activeren. Soms is de geluidsprikkel die een akoestische schok veroorzaak niet luid genoeg om schade aan het gehoor te veroorzaken, maar kan dit wel tot onder andere hyperacusis leiden.
Een andere theorie over de oorzaak van pijnhyperacusis is dat type II-gehoorzenuwvezels in het binnenoor geactiveerd worden door activering van adenosinetrifosfaat (ATP) door het sluiten van KCNQ-kaliumkanalen na schade aan de buitenste haarcellen. Deze zenuwvezels zenden dan pijnsignalen uit.

Soms kan hyperacusis een begeleidend symptoom zijn bij onder andere:
- Migraine
- Ziekte van Menière
- Syndroom van Williams (vertraagde ontwikkeling)
- Aangezichtsverlamming van Bell (acute verlamming van de aangezichtszenuw)
- Ziekte van Tay-Sachs (vorm van zwakzinnigheid)
- Fibromyalgie (chronische spierpijn)
- Autisme
- Mensen met aangeboren hooggevoeligheid (highly sensitive persons, hoogsensitief persoon)
- Laat geïmplanteerde prelinguaal doven.
- benzodiazepine withdrawal syndrome[22]
- Temporomandibulaire disfunctie

## Preventie en behandeling
Er zijn momenteel nog geen uniforme behandelingen voor patiënten met hyperacusis. De meeste audiologen geven aan dat ze te weinig training hebben gekregen over hyperacusis, wat vermoedelijk komt door een gebrek aan consensus in de literatuur over de behandeling van hyperacusis. Audiologen zien vaak de meest ernstige patiënten niet op consultatie, omdat deze patiënten simpelweg een te lage tolerantie voor geluid hebben om zich te kunnen verplaatsen. Hierdoor kan het moeilijk te begrijpen zijn hoe ernstig de aandoening kan zijn. Onderzoekers raden aan dat preventie van terugvallen een topprioriteit van klinische behandeling moet zijn.
Juiste voorlichting van gespecialiseerde hulpverleners aan een audiologisch instituut kan bijdragen aan een verbeterd welzijn. Contact met lotgenoten, inzicht in de aandoening en (tijdelijk) aangepaste leefomstandigheden kunnen het leed helpen verzachten. Genezen van hyperacusis is vooralsnog niet mogelijk.

### Gehoorbescherming
Er is een groeiende consensus dat gehoorberscherming afraden voor pijnhyperacusispatiënten schadelijk is, omdat geluid de pijnreceptoren in hun oren activeert. Onvoldoende gehoorbescherming kan hen gemakkelijk verergeren. Onderzoek in 2019 heeft aangetoond dat hyperacusispatiënten een verergering van hun symptomen kunnen ervaren wanneer ze niet voldoende beschermen tegen lawaai. Een akoestische schok kan veroorzaakt worden door een plotse blootstelling aan matig luide tot luide geluiden, zonder dat hiervoor noodzakelijk schade aan het binnenoor optreedt. Excessief (luid) geluid dient vermeden te worden.
Audiologen en KNO-artsen raden het gebruik van gehoorbescherming in normale geluidsomgevingen vaak af, omdat het hyperacusis zou kunnen veroorzaken of verergeren. Dit advies is echter gebaseerd op een onderzoek bij vijf gezonde vrijwilligers die gedurende twee weken minstens 23 uur lang oordoppen moesten dragen. Deze vrijwilligers meldden dat zij na de behandeling -5 tot -9 dB intense tonen nodig hadden om hetzelfde luidheidsgevoel te bereiken als voor het experiment. Deze studie maakt echter geen melding van pijn die uitgelokt wordt door geluid (de auteurs vermelden een "oncomfortabel luide" reactie), noch werd het experiment later uitgebreid naar hyperacusispatiënten.

### Aanpassing van de levensstijl
Patiënten passen hun levensstijl aan om te kunnen omgaan met hun hyperacusis en een terugval te vermijden. Zo dragen ze gehoorbescherming (zie hierboven), isoleren ze hun huis extra en eten ze met papieren borden.

### Geluidstherapie
Geluidstherapie is een vaak voorgestelde behandeling voor patiënten met hyperacusis. Een paper uit 2019 concludeerde echter dat er meer onderzoek nodig is om de concrete werking en effectiviteit van verschillende soorten geluidstherapie te bepalen. Volgens hetzelfde onderzoek is het niet duidelijk of de verbetering van de symptomen van patiënten een gevolg is van de geluidstherapie of een andere behandeling.
Patiënten met pijnhyperacusis ondervinden minder nut aan geluidstherapie en hebben een grotere kans om hierdoor een verergering van hun symptomen te ondervinden, in vergelijking met patiënten die aan luidheidhyperacusis lijden. Audiologen stappen af van het gebruik van geluidstherapie voor pijnhyperacusis, omdat dit patiënten snel kan verergeren.

### Tinnitus retraining therapy
TRT-therapie (tinnitus retraining therapy), geïnitieerd door Jastreboff, kan helpen om het gewenningsproces (habituatie) te versnellen, waardoor men uiteindelijk (meestal na maanden maar ook wel na enkele jaren) minder gevoelig wordt voor externe geluiden. Er zijn echter nog meer gerandomiseerde en gecontroleerde studies met controlegroepen nodig om het effectieve nut van TRT (en cognitieve gedragstherapie) vast te stellen in vergelijking met andere behandelmethoden. In een studie bij 28 patiënten met hyperacusis ondervonden er slechts acht ervan een voordeel aan TRT.

### Andere
In een studie met ratten onderdrukte het medicijn Trobalt de activatie van de type II-zenuwvezels die mogelijk gelinkt zijn aan pijnhyperacusis. De Amerikaanse dokter Herbert Silverstein onderzoekt hoe een operatie van het ovaal- en rond venster hyperacusis kan behandelen.

## Bekende personen met hyperacusis
- Voormalig Belgische radiopresentator Michel Follet lijdt aan hyperacusis na een operatie aan een brughoektumor in zijn hoofd.[33]
- Noelle Foley, dochter van voormalig Amerikaans worstelaar Mick Foley, heeft hyperacusis na het oplopen van een hersenschudding tijdens een bezoek aan een pretpark.[34]
- Professioneel racer Wolfgang Reip lijdt aan "een ernstige vorm van hyperacusis en verlammende tinnitus als gevolg van verschillende geluidstrauma’s tijdens mijn racecarrière.”[35]
- In 2009 heeft de Vlaming Dietrich Hectors zich van het leven beroofd nadat hij niet meer kon leven met de ernst van zijn hyperacusis.[36] De Vlaamse regering heeft hierop een kortfilm genaamd "Ruis" gemaakt, om mensen te wijzen op het gevaar van gehoorschade.[37]